# Zubří (přírodní rezervace)
Zubří je přírodní rezervace mezi vesnicemi Zubří a Hluboká u Trhové Kamenice. Rezervace měří 29,2 hektaru a vyhlášena byla v roce 1990 Zahrnuje smilkové a bezkolencové louky a přechodová rašeliniště na jižních svazích. Jedná se o dříve běžná společenstva Vysočiny, nyní vzácná kvůli předchozí intenzivní, převážně zemědělské činnosti. PR byla vyhlášena pro výskyt ohrožených druhů rostlin rosnatka okrouhlolistá (Drosera rotundifolia), kruštík bahenní (Epipactis palustris), vachta trojlistá (Menyanthes trifoliata), prstnatec májový (Dactylorhiza majalis), všivec lesní (Pedicularis sylvatica), vzácně i hořeček český (Gentianella praecox subsp. bohemica), vřes obecný (Calluna vulgaris) a jalovec obecný (Juniperus communis) a živočichů ještěrka živorodá (Zootoca vivipara), užovka obojková (Natrix natri), zmije obecná (Vipera berus), cvrčilka zelená (Locustella naevia), linduška lesní (Anthus trivialis), linduška luční (Anthus pratensis), bramborníček hnědý (Saxicola rubetra) a ťuhýk obecný (Lanius collurio). Převládá snaha o extenzivní hospodaření, zejména vypásání. Chráněným územím vede naučná stezka Krajem Chrudimky.
Během výzkumu v roce 2000 bylo v rezervaci zjištěno 550 druhů motýlů.

## Galerie

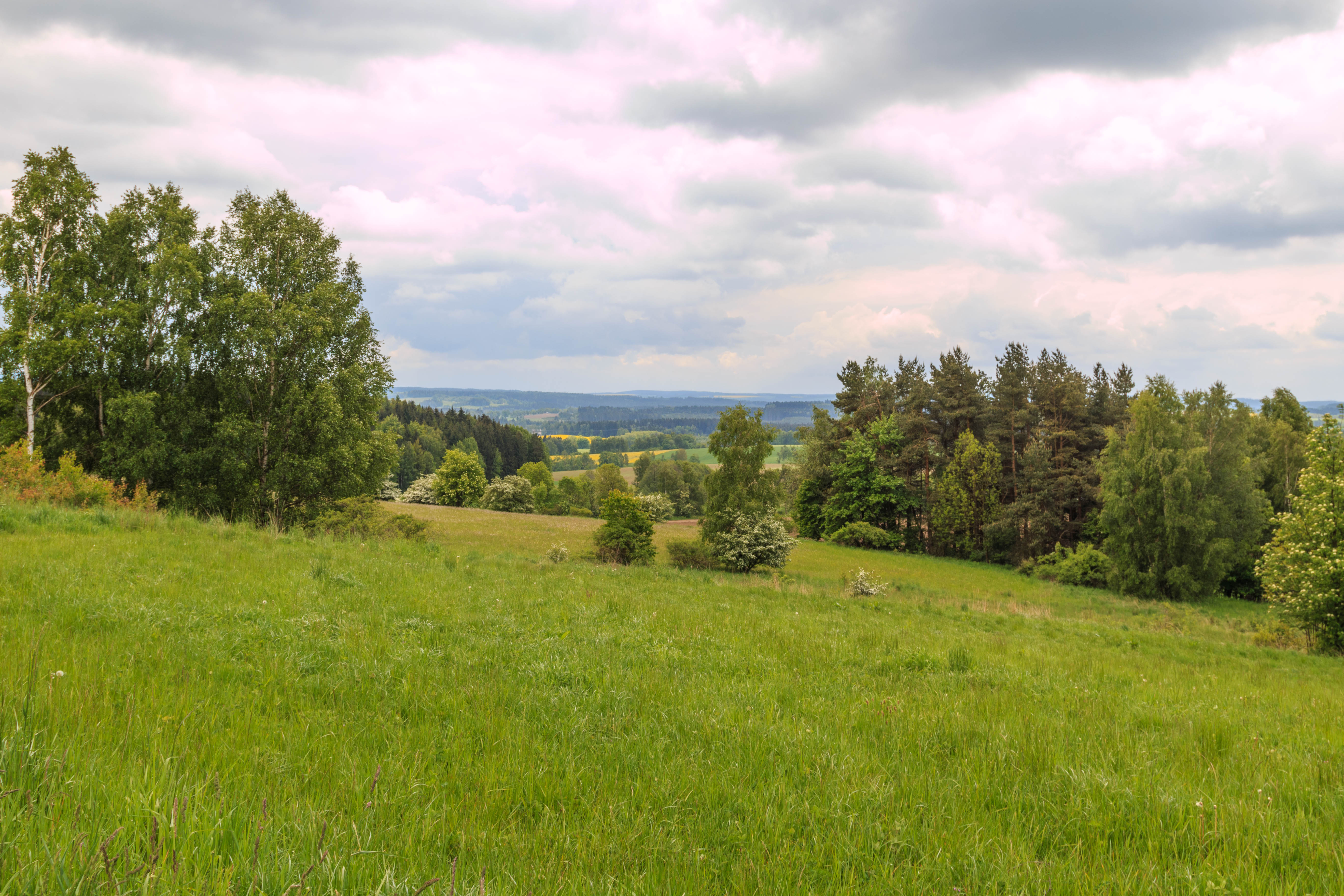
Přírodní rezervace Zubří
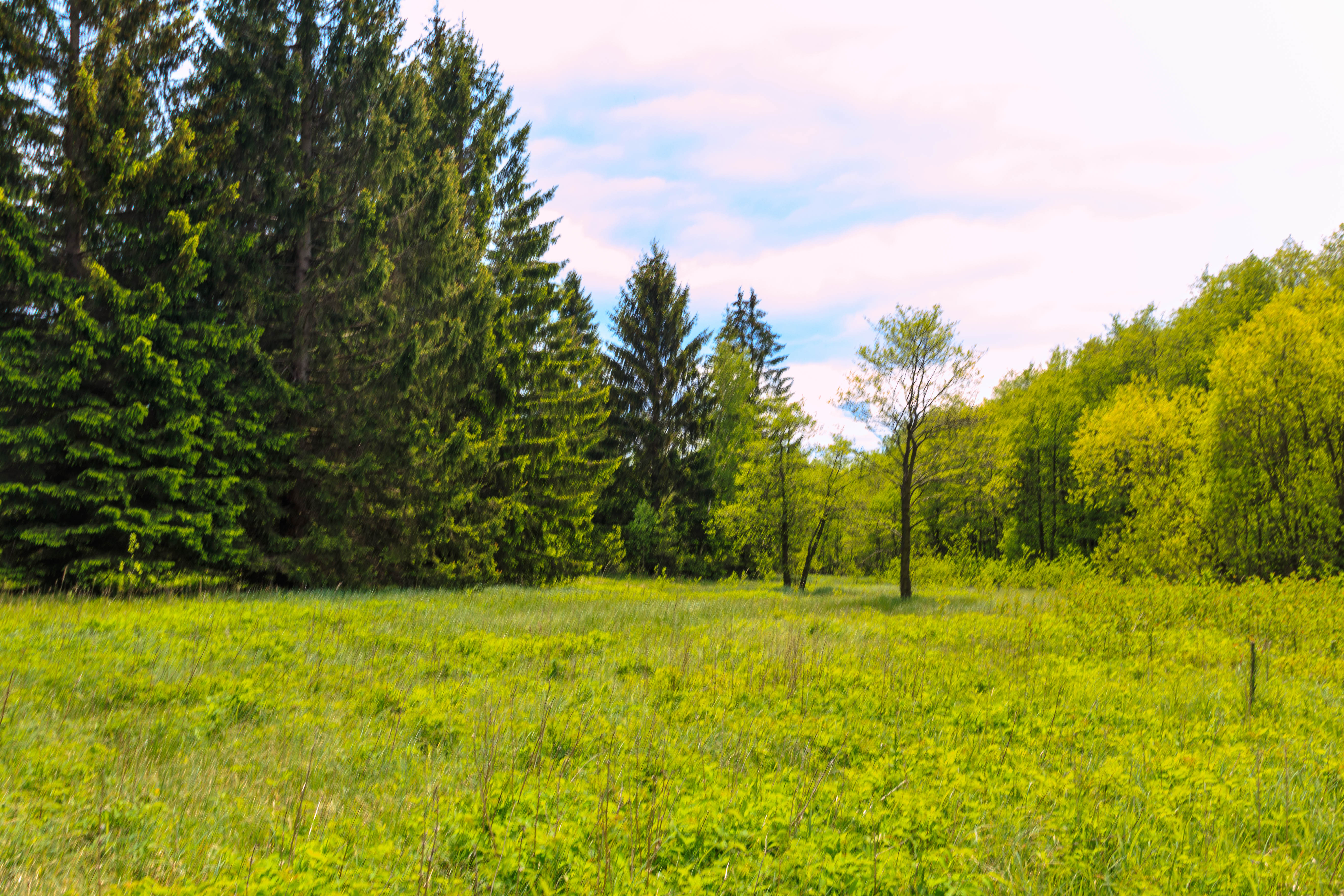
Přírodní rezervace Zubří